# Antimilitarismo

El fusil roto, logotipo de las organizaciones antimilitaristas, y objetores de conciencia al servicio militar y el alistamiento para la guerra como la Internacional de Resistentes a la Guerra.

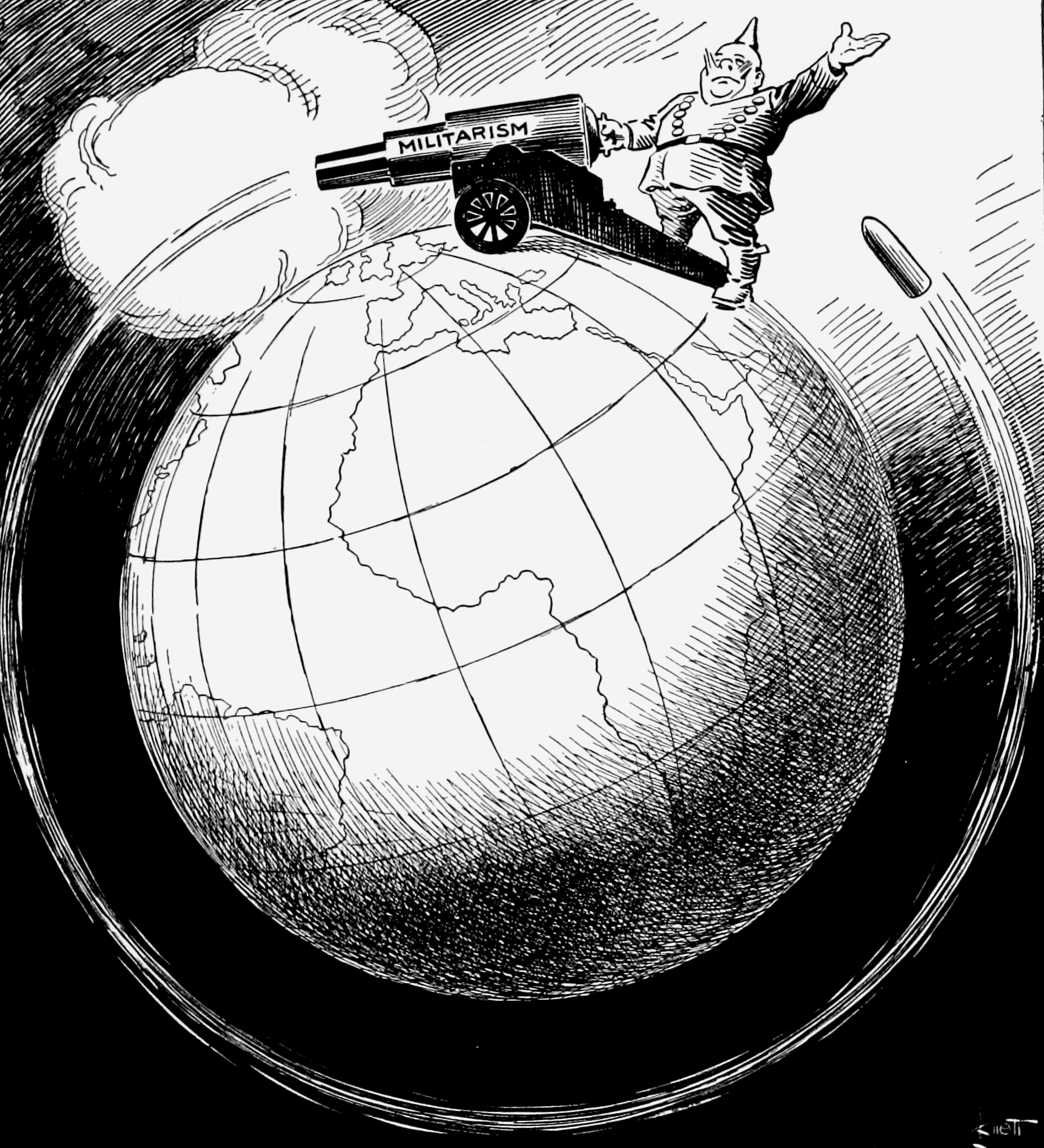
It Shoots Further Than He Dreams (Dispara más lejos de lo que sueña) viñeta antimilitarista de John F. Knott. Publicada por primera vez en marzo de 1918.

El antimilitarismo es la ideología que se opone al militarismo, el ejército, las fuerzas armadas así como cualquier otra forma de ejercicio de la violencia o planificación de la agresión por parte del Estado, considerándolas como instrumentos de opresión. La oposición principal es contra la existencia del ejército, máxima expresión del militarismo, y también por los valores que generalmente supuestamente representa y fomenta como la xenofobia, sexismo, homofobia, jerarquización, sumisión, dominación, opresión, dependencia y nacionalismo que desembocan en la guerra.
La oposición al militarismo, los ejércitos y la guerra implica la defensa de valores como la participación, la democracia participativa, el apoyo mutuo y el necesario diálogo entre las personas y sociedades, imprescindibles para una convivencia en paz.

## Definición
El antimilitarismo identifica los aspectos de la vida cotidiana en los que se han producido procesos de militarización y aquellos espacios desde los que se promueve el militarismo, para cuestionarlos, reducir su capacidad de influencia e incluso hacerlos desaparecer. Desde el momento en que el militarismo es la ideología que promueve los valores militares y la influencia de lo militar en el máximo de aspectos de la sociedad, la política y la economía, el antimilitarismo persigue el fin del militarismo y responde con propuestas desmilitarizadoras a los procesos de militarización existentes. 
El antimilitarismo cuestiona, por tanto, las Fuerzas Armadas y los ejércitos, pero también aquellos cuerpos con métodos y maneras militarizadas, aunque tengan funciones policiales. De hecho, los movimientos antimilitaristas contabilizan como gasto militar no solo todo aquello relacionado con la defensa, sino también los cuerpos de seguridad, incluyendo las policías civiles, ya que consideran que utilizan medios asimilables a los militares y tienen objetivos también semejantes a los de las denominadas como funciones internas de los ejércitos, por las que pueden ser un medio de disuasión y represión de movilizaciones y procesos de cambio social. Es decir, los antimilitaristas consideran el control ejercido a la sociedad desde diferentes espacios del Estado, como los cuerpos de seguridad, como otro aspecto militar de la sociedad. 
El antimilitarismo reivindica la horizontalidad frente a las relaciones jerárquicas; la igualdad entre hombres y mujeres frente al sexismo imperante en las estructuras militares; la tolerancia y respeto por el diferente frente al racismo y xenofobia presentes en los procesos militarizadores; el internacionalismo o ciudadanía del mundo frente al patriotismo y exaltación de valores nacionalistas de superioridad de una identidad nacional sobre el resto, necesarios para mantener estructuras militares compuestas por personas dispuestas a utilizar la violencia contra nacionales de otro país. 
El antimilitarismo se opone a la violencia del Estado contra sus ciudadanos e incluso, en algunos casos, a la existencia del propio Estado, mostrando así cercanía con el anarquismo. Sin embargo no todas las personas antimilitaristas son anarquistas. Del mismo modo que su oposición a la violencia no supone un planteamiento necesariamente no violento. Si bien una buena parte de los movimientos antimilitaristas se definen noviolentos y/o pacifistas, hay quienes abogan por la revolución o la autodefensa con medios violentos. En algunos casos el término antimilitarismo puede llegar a ser utilizado también por grupos de ideología muy distante a la del antimilitarismo no violento, como en Estados Unidos, donde hay quien se define como antimilitarista como oposición a la existencia de un ejército estatal, pero propone como alternativa la existencia de milicias ciudadanas armadas.

## Movimiento antimilitarista
El movimiento antimilitarista dedica buena parte de sus esfuerzos a la objeción de conciencia y a la insumisión al servicio militar. Su principal exponente es la red antimilitarista Internacional de Resistentes a la Guerra (War Resisters International) y un buen ejemplo de campaña de insumisión exitosa fue la realizada en España desde los años 70 hasta el año 2002 cuando el servicio militar obligatorio desapareció definitivamente. Si bien los movimientos antimilitaristas comparten estrategias, objetivos y espacios de movilización con los movimientos pacifistas, pueden mostrar cierto distanciamiento y desacuerdo con los posicionamientos y actitudes pacifistas que se muestren colaboradores y partícipes con las estructuras tradicionales del Estado

## Carrera armamentista y creación de enemigos
La carrera armamentística consiste en aumento constante de material bélico con el objeto de equiparar o superar la capacidad destructiva del Estado considerado como enemigo que también sufre la carrera armamentística. Los intereses económicos de las empresas de armamento y material bélico son lo suficientemente fuertes como para presionar para la creación real o supuesta de Estados enemigos amenazadores que justifiquen el incremento de los presupuestos militares y la consiguiente carrera de armamentos.

## El antimilitarismo en la sociedad
A su vez el antimilitarismo no se centra solo en lo que tiene que ver con Las Fuerzas Armadas, sino que también se enfoca en abolir el militarismo impregnado que hay en la sociedad, como por ejemplo en las escuelas el hecho de que exista un profesor, un director, a quienes los alumnos deben obedecer y ponerse de pie cuando alguno de ellos ingresa en el salón de clases o cuando se lo piden o el hecho de vestir uniforme para ir a aprender, otro tipo de antivalores militares que hay en la sociedad puede ser el hecho de que en una familia haya que obedecer al padre sin objeción ni criterio, otro ejemplo es la xenofobia que existe en la sociedad la cual es enseñada a los militares o el patriotismo (o nacionalismo) o también el sexismo, machismo, abusos, enseñando que los problemas se solucionan utilizando la fuerza, olvidando la razón y las palabras.
El antimilitarismo comparte algunos principios con el anarquismo y en especial con el anarcopacifismo.

## Distinción entre pacifismo y antimilitarismo
Si bien muchos antimilitaristas son no-violentos, existen antimilitaristas que sólo rechazan la violencia institucionalizada, aunque no rechazan la autodefensa, e incluso no rechazan ejercer violencia contra el Estado con fines emancipatorios.